# Mark (Arndt)
Mark (rodným jménem: Michael Arndt; * 29. ledna 1941, Saská Kamenice) je kněz Ruské pravoslavné církve v zahraničí a metropolita berlínský a německý.

## Život
Narodil se 29. ledna 1941 v Saské Kamenici.
Po absolvování třináctileté školy ve Frankfurtu nad Mohanem vstoupil roku 1960 do vojenské služby armády západního Německa, kde pobýval asi rok a půl. Zde dosáhl hodnosti nadporučíka.
Roku 1962 začal studovat na historicko-filosofické fakultě Univerzity ve Frankfurtu nad Mohanem a poté odešel na Univerzitu Heidelberg. Specializoval se na slovanské a anglické jazyky, studoval ruštinu, srbochorvatštinu, slovenštinu, češtinu, makedonštinu a také literaturu. Obhájil doktorskou disertační práci na téma: Biografická literatura Tverského knížectví ve 14. a 15. století.
Studium ruského jazyka přivedlo mladého studenta blíže k emigrantské ruské komunitě ve Frankfurtu. Navštěvoval pravoslavný chrám sv. Alexandra Něvského v Mannheimu, kde také roku 1964 konvertoval k pravoslaví a stal se čtecem. Často navštěvoval Horu Athos, kde se setkával s místními monachy. Mezitím přednášel na Friedrich-Alexander-Universität Erlangen-Nürnberg.
Roku 1973 začal studovat teologii v Bělehradě. Studium dokončil roku 1979. Během tohoto studia se setkal s archimandritou Justinem Popovičem, dnes již svatořečeným.
Roku 1975 byl v lesněnském monastýru poblíž Paříže postřižen na monacha. Tři dny po postřihu byl vysvěcen na hieromonacha a byl jmenován zástupcem kněze farnosti ve Wiesbadenu a roku 1976 byl povýšen na archimandritu. Postřih a kněžské svěcení provedl biskup stuttgartský a jihoněmecký Pavel (Pavlov).
Jako archimandrita měl na starost tři farnosti ve Wiesbadenu, v Darmstadtu a v Saarbrückenu. Postaral se o zachování královských chrámů v Německu a ruského hřbitova poblíž Wiesbadenu.
Roku 1980 byl Archijerejským synodem RPCZ vybrán za vikáře berlínské eparchie s titulem biskup mnichovský a jihoněmecký. Biskupská chirotonie proběhla 30. listopadu 1980 v New Yorku. Hlavním světitelem byl metropolita Filaret (Vozněsenskij) a spolusvětitelé byli arcibiskup montréalský a kanadský Vitalianus (Ustinov), arcibiskup západoamerický a sanfranciský Antonius (Medveděv), biskup syracuský a trojický Laurus (Škurla), arcibiskup sydnejský a australsko-novozélandský Pavel (Pavlov) a biskup manhattanský Řehoř (Grabbe). Po vysvěcení se přestěhoval do monastýru přepodobného Joba Počajevského v Mnichově.
Na podzim roku 1982 získal titul berlínský a německý.
V polovině osmdesátých let byl správcem britské eparchie a farnosti sv. Alexandra Něvského v Kodani.
Roku 1997 dohlížel na záležitosti Ruské misie v Jeruzalémě.
Roku 2000 se stal předsedou komise pro jednotu ruské církve a roku 2003 předsedou komise ruské církve v zahraničí pro jednání s moskevským patriarchátem.
Dne 8. prosince 2016 byl propuštěn ze správy britské eparchie.
Dne 6. října 2017 byl zařazen do synodální liturgické komise.
Dne 10. prosince 2019 byl povýšen na metropolitu.

## Řády a vyznamenání

### Církevní
- 2011 – Řád přepodobného Sergija Radoněžského 2. třídy
- 2015 – Řád přepodobného Paisija Veličkovského 2. třídy
- 2015 – Řád svatého Innokentija Moskevského 2. třídy
- 2015 – Řád Kurské ikony Matky Boží 1. třídy

### Světské
- 2008 – Řád přátelství (Rusko)